# Tuyến đường Châu Âu của Brick Gothic

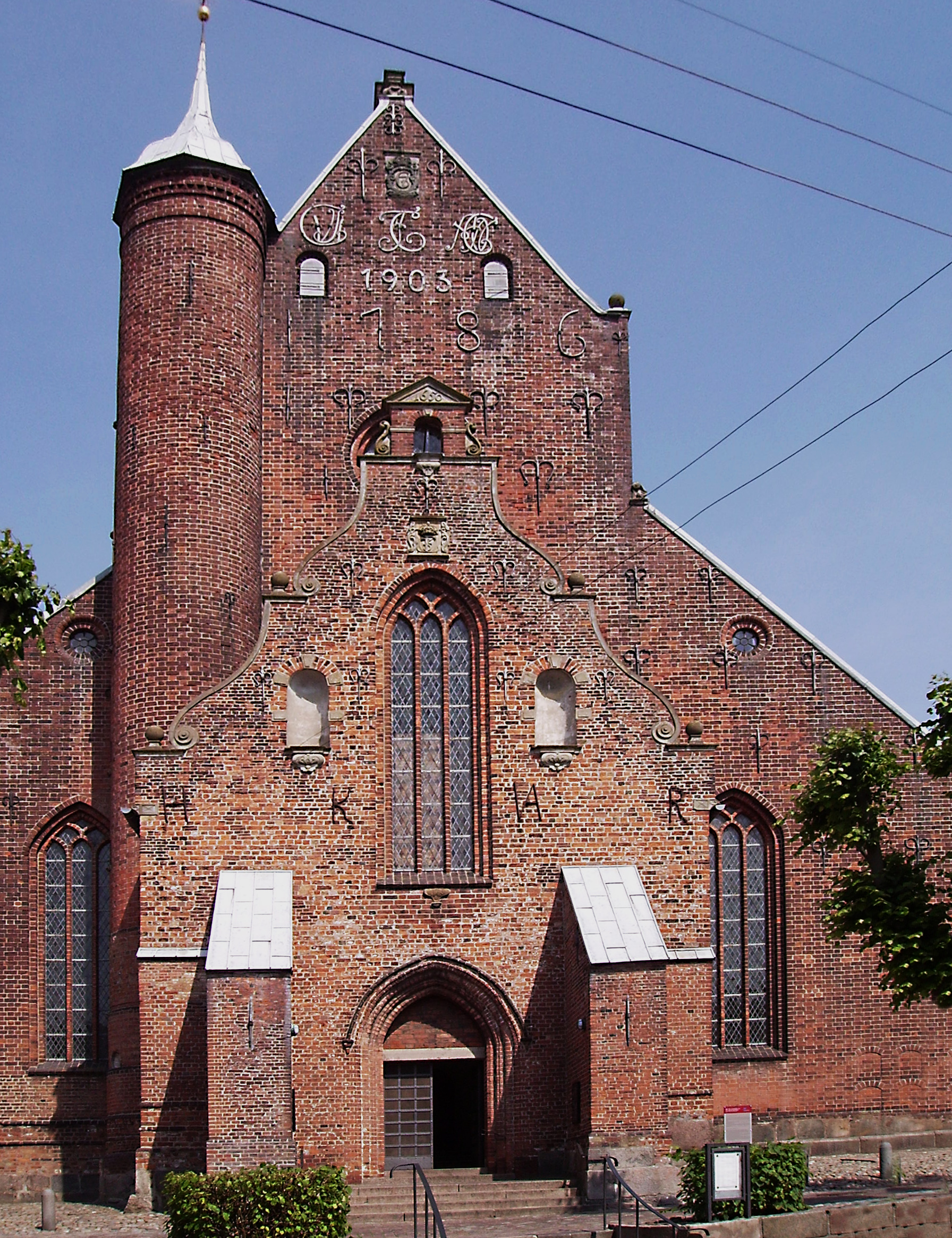
Nhà thờ Haderslev

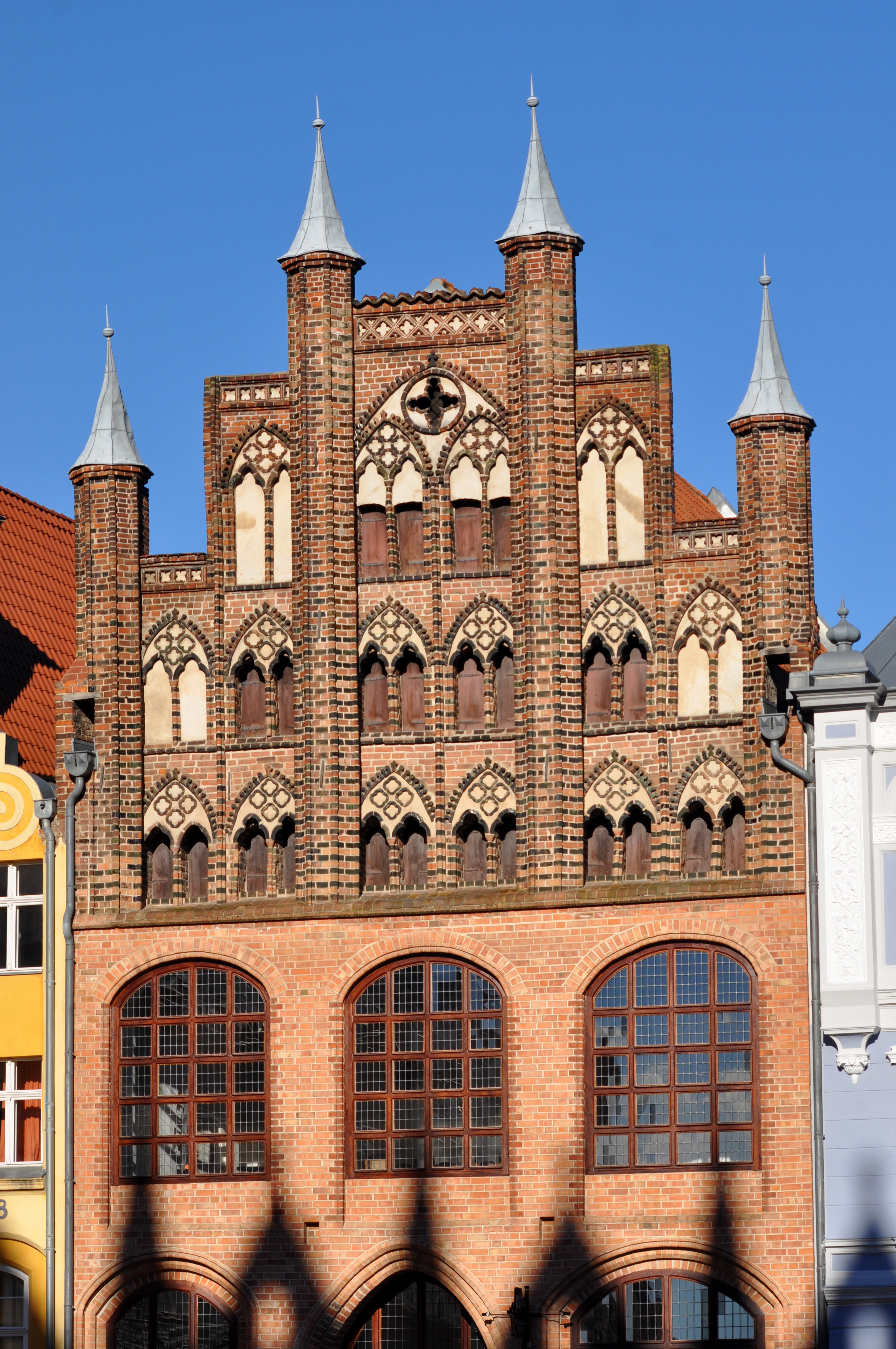
Wulflamhaus ở Stralsund, Đức

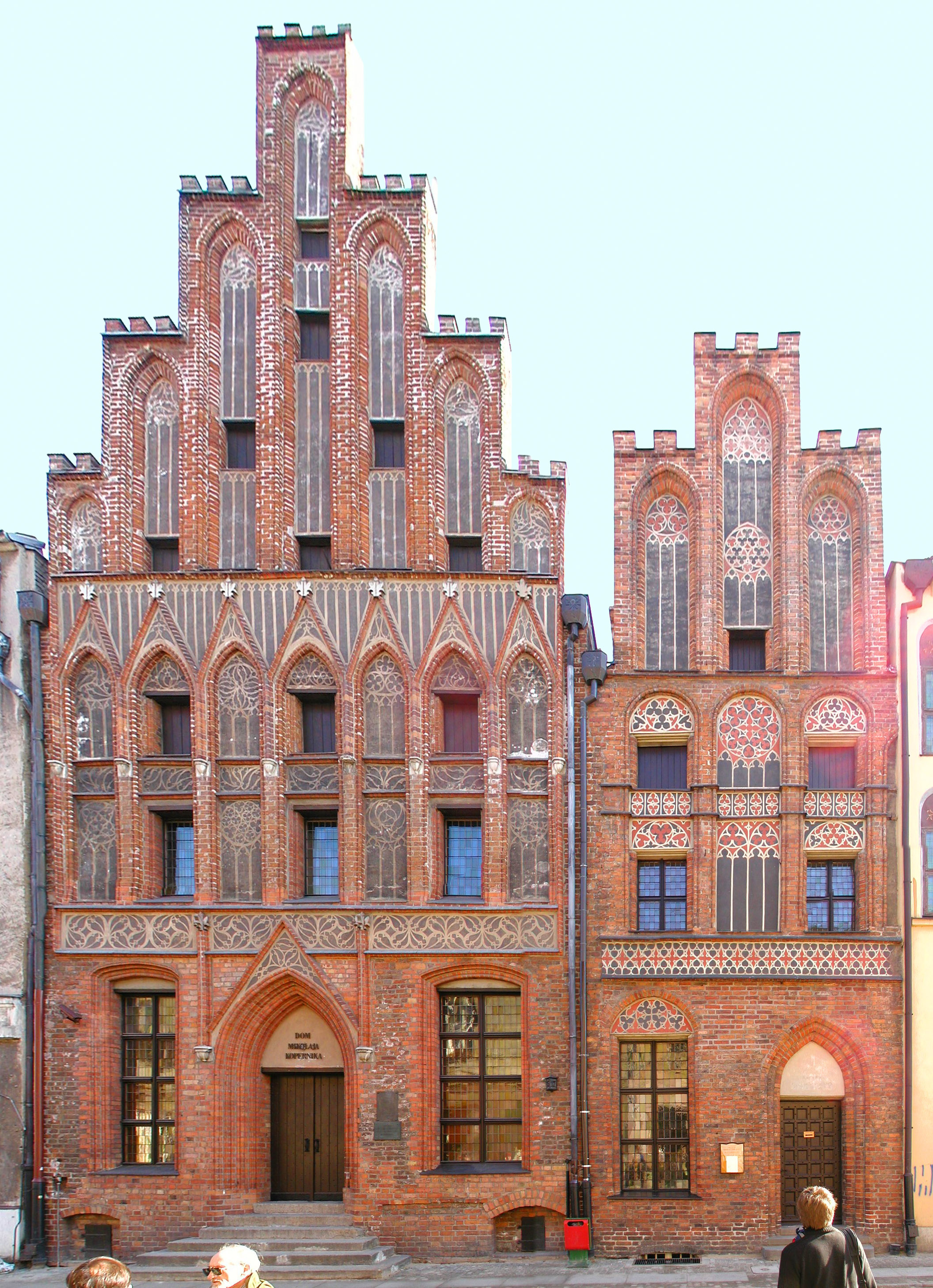
Nhà Copernicus ở Toruń, Ba Lan

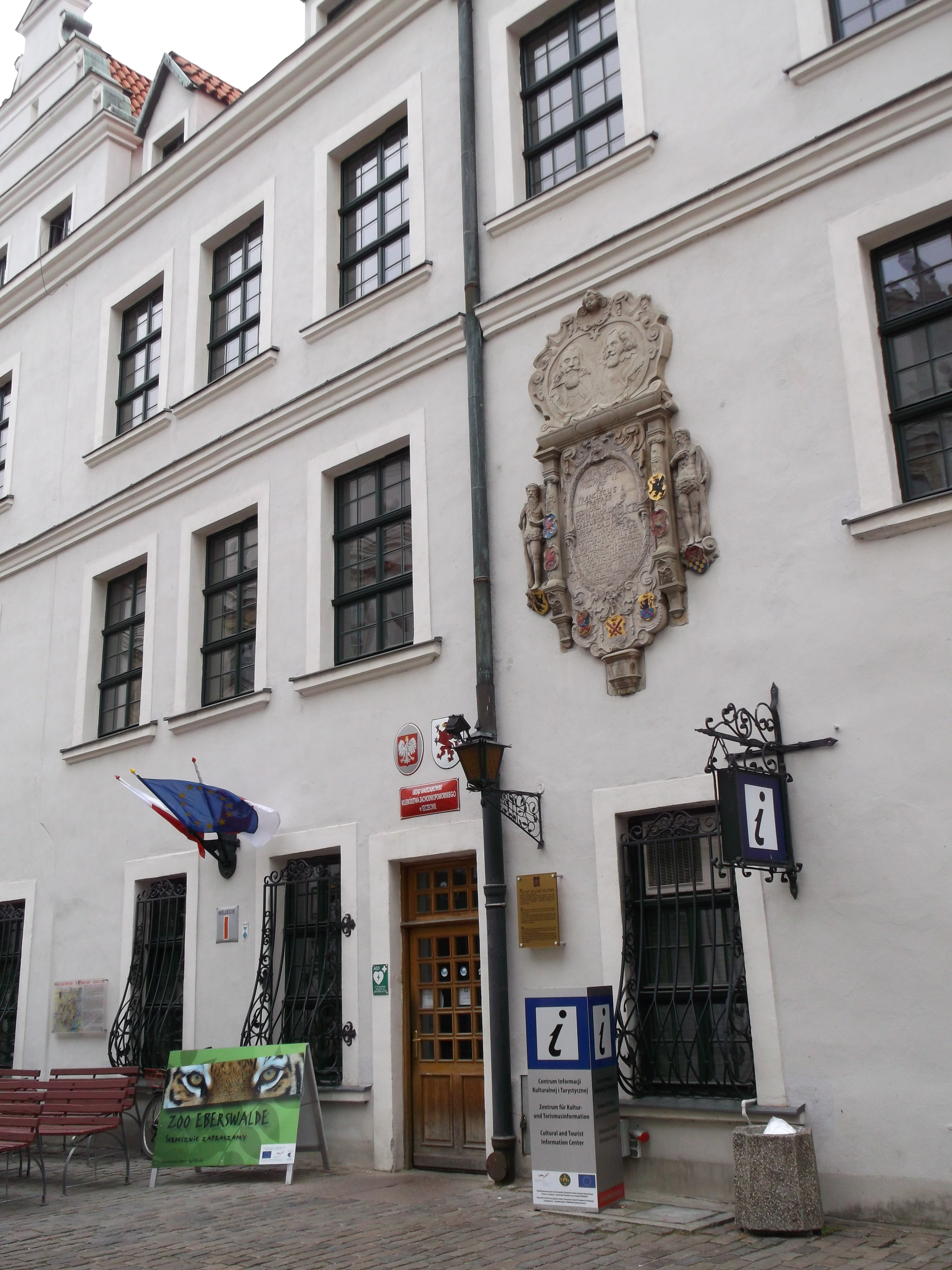
Trung tâm thông tin văn hóa và du lịch, lâu đài Ducal, Szczecin

Tuyến đường Châu Âu của Brick Gothic (EuRoB) là tuyến du lịch kết nối các thành phố với kiến trúc Brick Gothic ở ba quốc gia dọc theo Biển Baltic: Đan Mạch, Đức và Ba Lan.
Nhiều thành phố cũng có lịch sử là thành phố Hanseatic League, và một số thành phố có liên quan đến Ostsiedlung của Đức hoặc Lệnh Teutonic, do đó tuyến đường được quản lý bởi Hiệp hội Phát triển Nhà ở, Đô thị và Không gian Đức.

## Các trang web dọc theo tuyến đường
- Đan Mạch 
  - Nhà thờ chính tòa Roskilde
  - Haderslev
  - Không có
- Đức 
  - Thành phố Hanseatic của Anklam
  - Bad Doberan
  - Brandenburg
  - Buxtehude
  - Frankfurt (Oder)
  - Thành phố của Greifswald
  - Güstrow
  - Lüneburg
  - Neubrandenburg
  - Neukloster
  - Parchim
  - Prenzlau
  - Ribnitz-Damgarten
  - Đảo Rügen
  - Schleswig
  - Schwerin
  - Mục tiêu
  - Thành phố Hanseatic của Stralsund
  - Thành phố Hanseatic của Wismar
  - Chó sói
- Ba Lan 
  - Chełmno
  - Gdańsk
  - Kamień Pomorski
  - Olsztyn
  - Płock
  - Stargard
  - Szczecin
  - Toruń [1]

Trụ sở của tổ chức EuRoB được đặt tại "Hiệp hội Phát triển Nhà ở, Đô thị và Không gian Đức" ở Berlin.

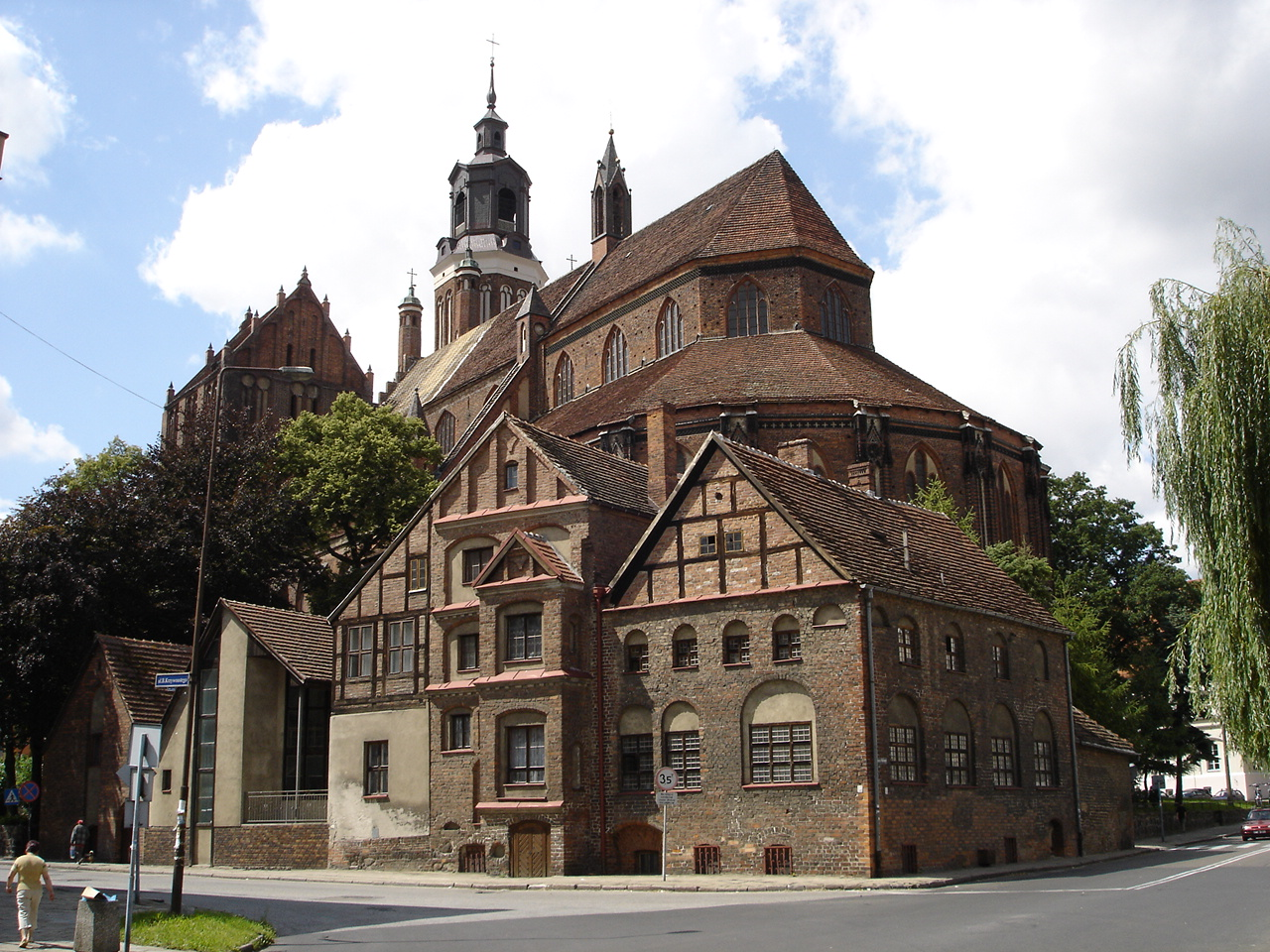
Nhà thờ thánh Mary, Stargard
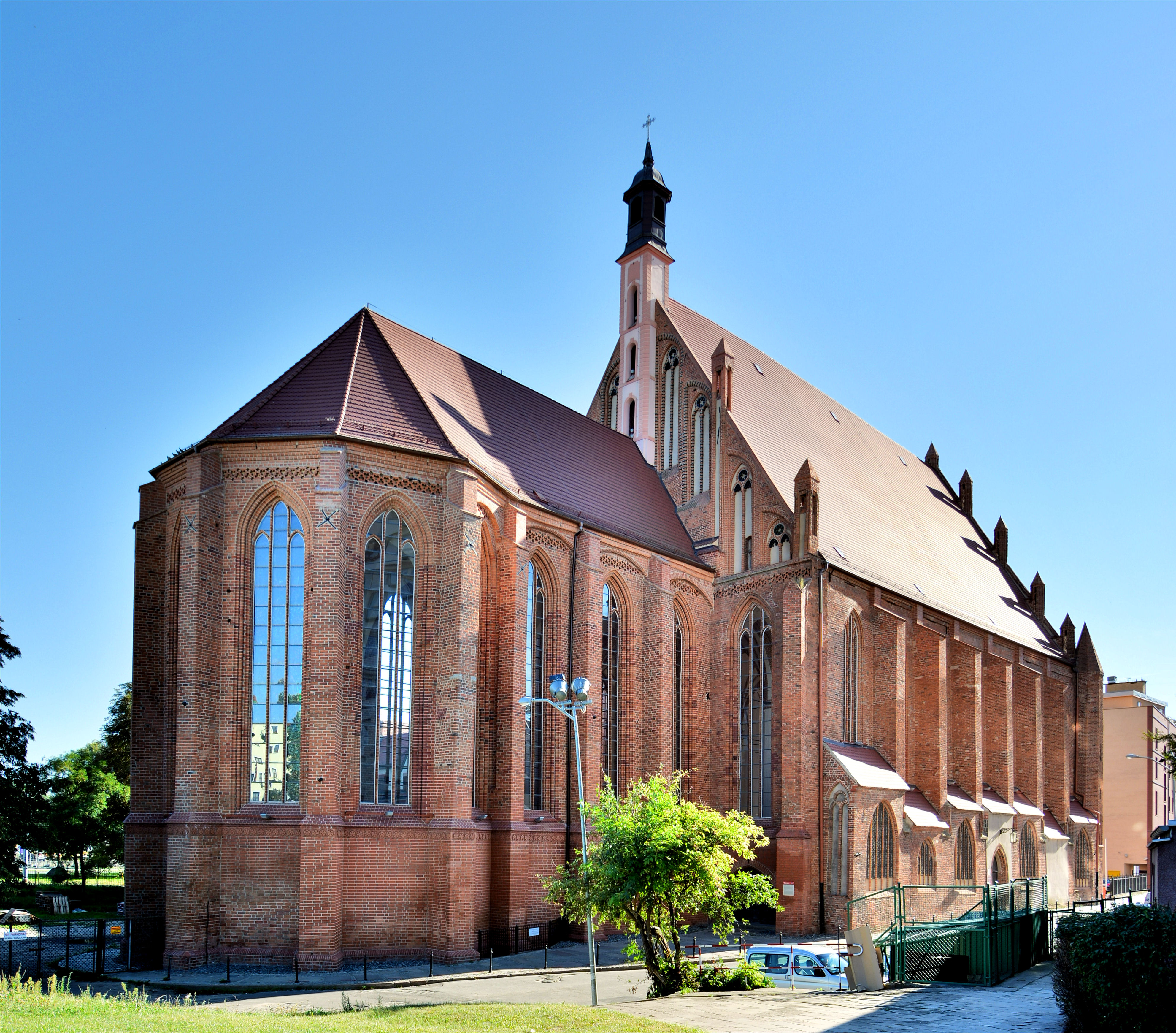
Nhà thờ Sts. Nhà truyền giáo John tại Szczecin
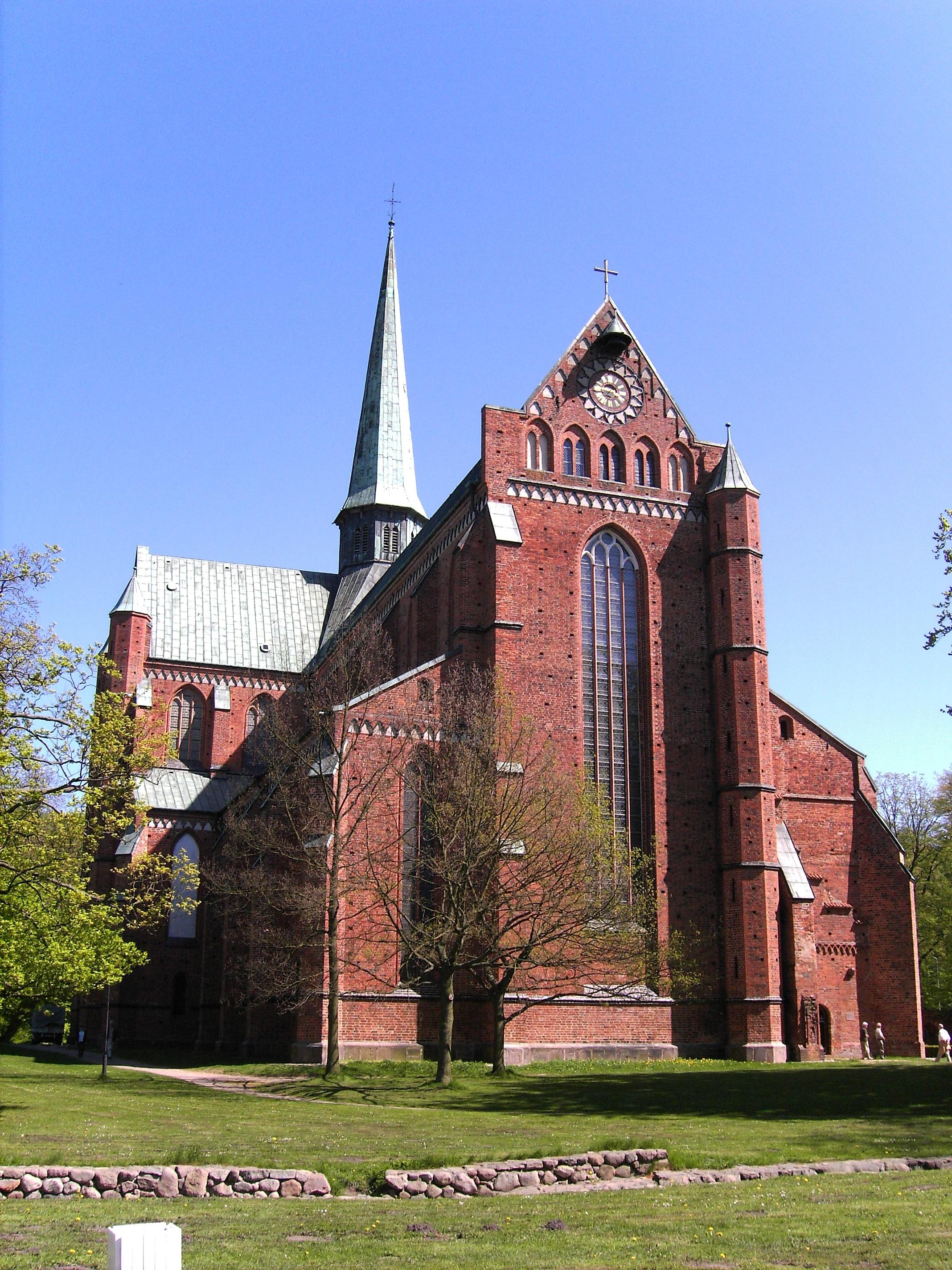
Doberan Minster ở Bad Doberan
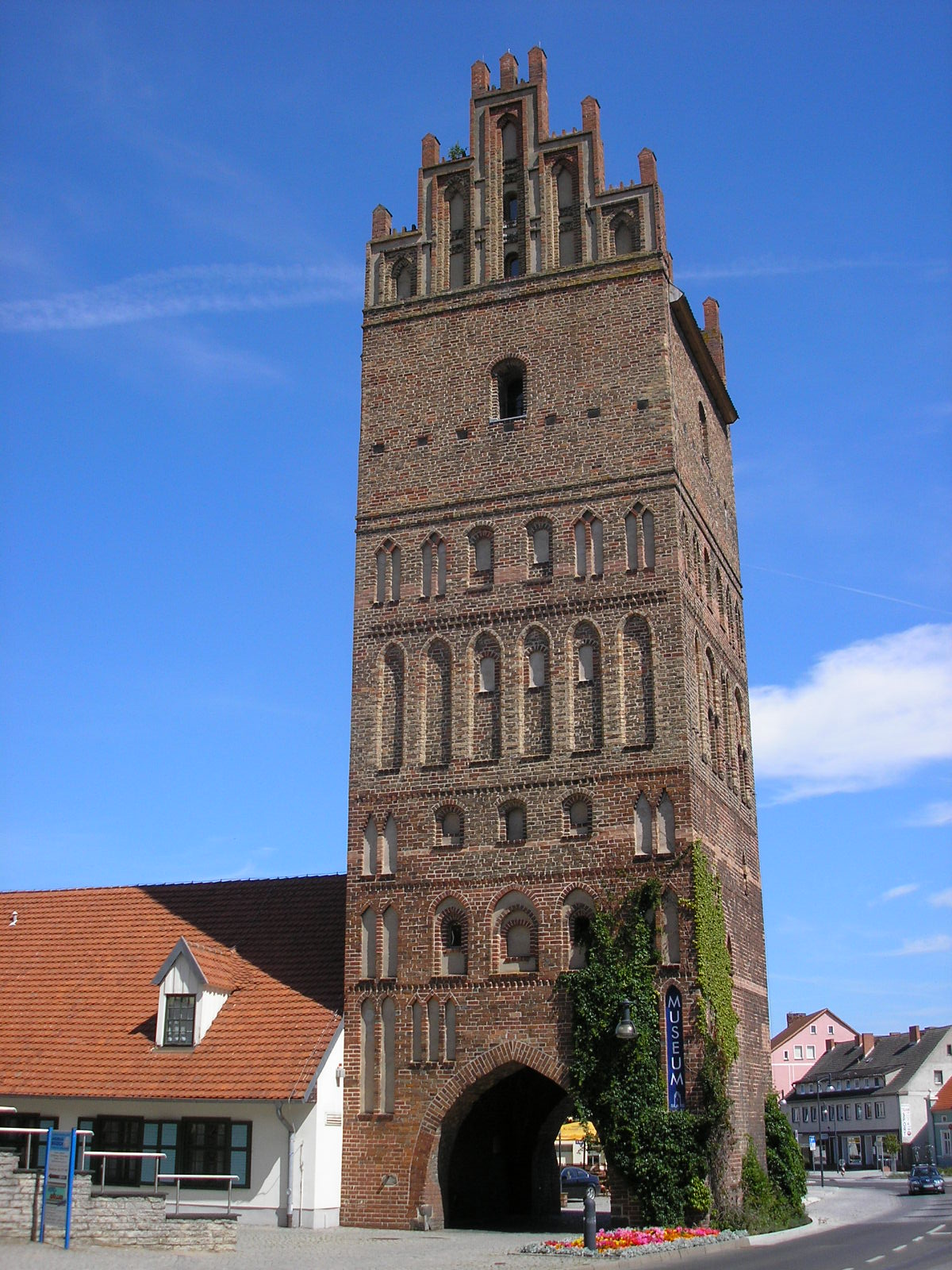
Steintor ở Anklam

## Xem thêm

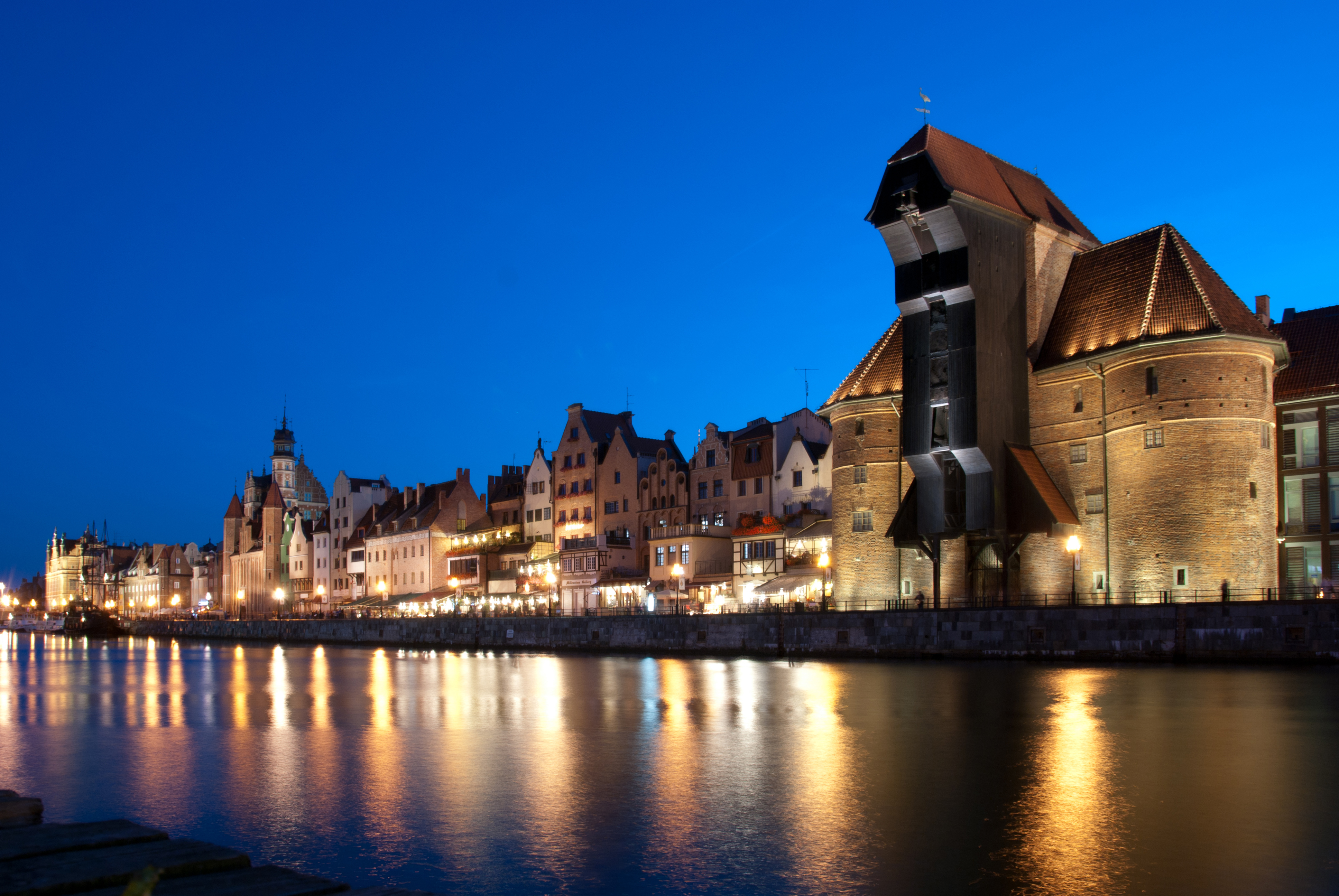
Cần cẩu cảng thời trung cổ, được gọi là Żuraw, qua sông Motława ở Gdańsk

## Văn chương
- Gottfried Kiesow: Wege zur Backstasingotik. Eine Einführung. Monumente-Publikationen der Deutschen Stiftung Denkmalschutz, Bon 2003, ISBN 3-936942-34-X
- Angela Pfotenhauer, Florian Monheim, Carola Nathan: Backstasingotik. Tượng đài-Phiên bản. Monumente-Publikation der Deutschen Stiftung Denkmalschutz, Bon 2000, ISBN 3-935208-00-6
- Gerlinde Thalheim (chủ biên) và cộng sự: Gebrannte Größe - Wege zur Backstasingotik. 5 bình. Monumente-Publikation der Deutschen Stiftung Denkmalschutz, Bon, Gesamtausgabe aller 5 Bände unter ISBN 3-936942-22-6
- B. Busjan, G. Kiesow: Wismar: Bauten der Macht - Eine Kirchenbaustelle im Mittelalter. Monumente Publikationen der Deutschen Stiftung Denkmalschutz, 2002, ISBN 3-935208-14-6 (Tập 2 của loạt danh mục triển lãm Wege zur Backstasingotik, ISBN 3-935208-12-X)